# Popoli mostruosi
Con il termine popoli mostruosi viene designato un corpus mitologico omogeneo, sviluppatosi esclusivamente nella mitologia occidentale greco-latina e medioevale, che include diversi tipi di popolazioni fantastiche che abitano terre lontane o sconosciute (al lettore e all'autore che li descrive), quelle regioni che le mappe del tempo designano con la nota locuzione latina hic sunt leones. 

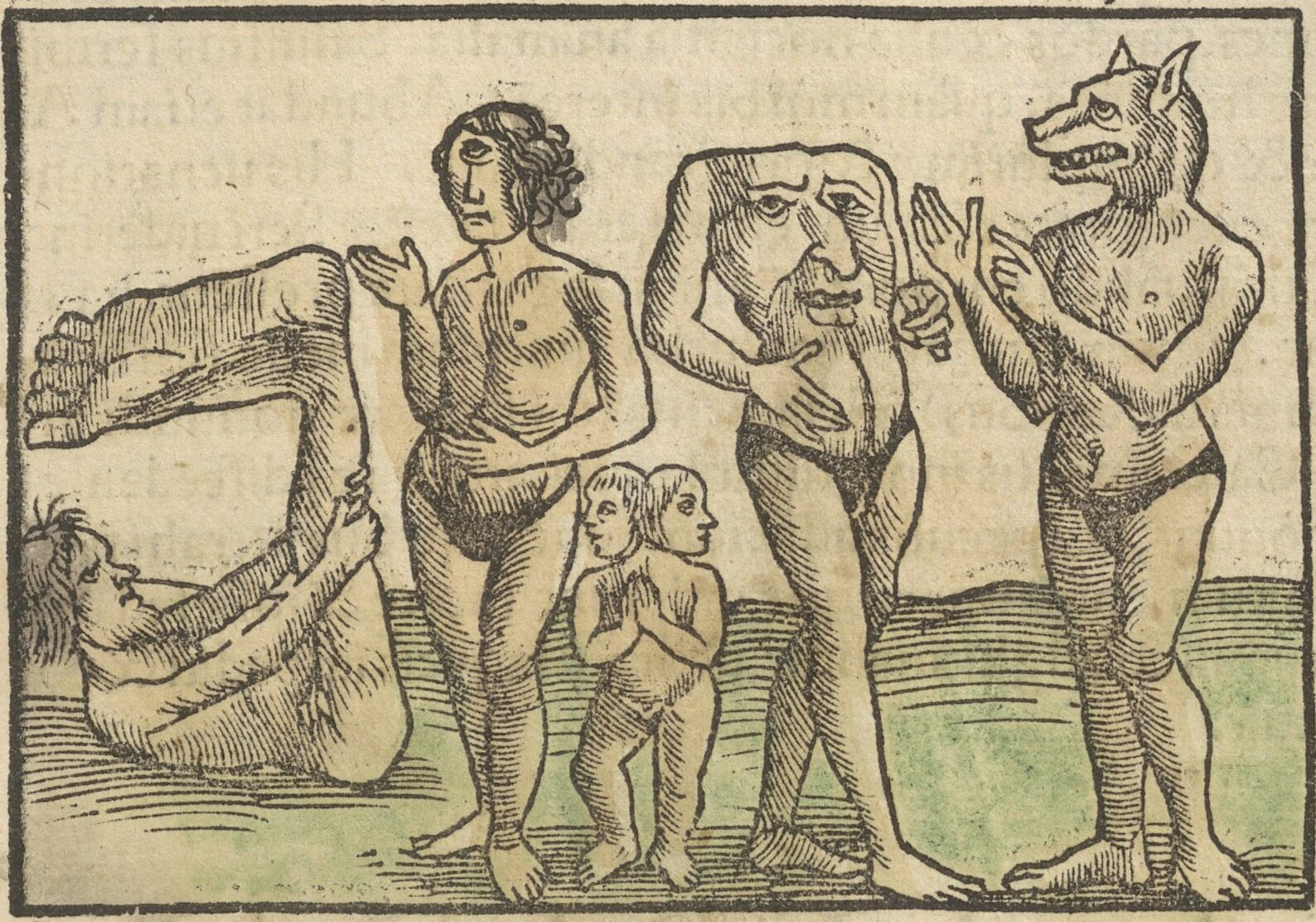
Incisione dalla Cosmographia universalis di Sebastian Münster del 1550

Ogni popolo di questa categoria è caratterizzato da una deformità fisica che è specchio di un comportamento o di comportamenti umani precisi, che vengono enfatizzati e stereotipati in queste creature.

## Caratteristiche
In dettaglio, i caratteri omogenei di queste popolazioni sono:
- sono composte da esseri umanoidi con una o più specifiche ed evidenti deformazioni del corpo, che conferiscono il nome proprio alla popolazione stessa. Le deformazioni sono le più varie, dall'assenza di alcuni organi (occhi, naso, bocca, testa, giunture, mani) alla duplicazione o moltiplicazione degli stessi, dall'ipertrofia (torso, piedi, collo, orecchie enormi) all'accostamento di membra di diverse proporzioni (corpo gigantesco e testa minuscola), per terminare con ibridi, comunque sempre umanoidi, che hanno parti del corpo animalesche (teste di cane, di gallo, corna di capra, corpo peloso).
- sono, generalmente, privi di qualità divine o sovrannaturali.
- gli sono attribuiti, generalmente, comportamenti ed emozioni umane negative.
- abitano terre lontane o sconosciute.
- vivono, generalmente, in modo abbrutito, senza creare società o insediamenti più che primitivi.

## Elenco dei popoli mostruosi

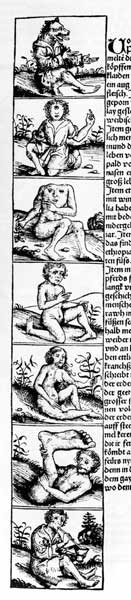
Popoli Mostruosi da Schedel'sche Weltchronik di Hartmann Schedel, foglio XII, particolare.

Per ogni popolazione viene indicata la mostruosità caratteristica. Nomi diversi affiancati, come per esempio Panozi e Pande indicano il nome più comune e la variante più significativa del mito. I nomi sono italianizzati e si rimanda alle rispettive voci per i termini originali.
- Aigipani (Pan caprini: corna caprine sulla fronte e zampe di capra)
- Amicteri o Arrini (privi di narici o privi di naso)
- Antipodi o Abarimo (con i piedi rivolti all'indietro)
- Arimaspi o Monoculi (con un solo occhio sulla fronte)
- Artabatici (quadrupedi)
- Astomi (privi di bocca)
- Blemmi (privi di testa e con la faccia sul ventre)
- Brachistomi (dalle labbra saldate)
- Ciclopi (giganteschi con un solo occhio. Il riferimento è limitato ai ciclopi omerici e ai ciclopi costruttori di Tirinto e Argo, non ai figli di Urano. Si veda anche la voce Arimaspi)
- Cinocefali (con la testa di cane)
- Fomori (con la testa di capra)
- Gegetoni (con corna sulla testa)
- Gorgadi o Gorille (col corpo coperto di peli. Generalmente solo popolazioni di sesso femminile)
- Imantipodi (hanno le gambe fini e piatte come delle "strisce di cuoio")
- Ippopodi (zoccoli di cavallo al posto dei piedi)
- Nuli (piedi dotati di otto dita rivolti all'indietro)
- Nāga (uomini serpente)
- Nisicaste (tre o quattro occhi)
- Panozi o Pande (con enormi orecchie)
- Pigmei (alti un cubito, in greco πυγμή)
- Sciapodi o Monopodi (con una sola gamba e un unico grande piede)

## Significato, diffusione e fonti storiche del mito
Tra i riferimenti più antichi, troviamo le opere di Ctesia, di cui rimangono pochi frammenti originali e i riassunti contenuti nella Biblioteca, un vasto compendio storico-letterario redatto da Fozio nel IX secolo. Nella sua Indikà e nella storia della terra, Ctesia traccia una prima mappa dei popoli fantastici elencandoli. L'elenco verrà ripreso, in parte o del tutto, modificato e ampliato, da diversi autori greci e latini, tra cui: Esiodo, Strabone, Megastene, Gaio Plinio Secondo, Tertulliano.
Pur essendo le narrazioni di popolazioni con deformità fisiche abitanti luoghi favolosi o lontani, diffuse nelle mitologie di tutto il mondo, solo nella mitologia occidentale, si configurano chiaramente come un insieme compatto e ben omogeneo. 
Nel periodo storico che va dal termine della classicità al termine del Medioevo,  il corpus dei popoli mostruosi si struttura in modo compiuto: sono riconoscibili tutti i caratteri omogenei sopra descritti e viene sancita esplicitamente, nelle fonti, la relazione fra questi popoli e le terre lontane e incognite. 
In questo lungo periodo, in cui si diffonde il Cristianesimo in Europa, si matura un duplice atteggiamento verso i popoli mostruosi. 
Principalmente, come già per gli autori classici greco-latini, i popoli mostruosi rappresentano tutto ciò che ostile, lontano e alieno, al mondo dell'uomo europeo; la caratterizzazione mostruosa di questi popoli rimarca la loro diversità; i loro comportamenti ferini, la loro sostanziale inferiorità. Come conseguenza, i popoli mostruosi, vengono, per estensione, identificati o accomunati da alcuni autori cristiani medievali, a popolazioni conosciute, ma ostili alla Cristianità, come i Mongoli o i Saraceni.
In secondo luogo, tuttavia, altri autori cristiani come Ratramno, sull'esempio di Agostino, cercano di ricondurre queste popolazioni all'interno della Cosmogonia biblica. Agostino d'Ippona in De Civitate Dei, infatti, pur nel dubbio se riconoscerne l'esistenza, essendo un mito pagano, afferma che queste creature, se esistono, devono avere necessariamente un loro posto nel disegno divino, attenuandone quindi l'aspetto negativo.
Le fonti medioevali più significative sul corpus dei popoli mostruosi sono il Liber Monstrorum, di un Anonimo dell'VIII secolo, il Liber de Monstruosis Hominibus Orientis di Thomas van Bellenghem, lo Speculum Maius di Vincent de Beauvais, gli Ethimologiarum libri, sive Origines di Isidoro di Siviglia.
L'identità fra mostruosità e popoli che vivono in terre sconosciute, si manterrà costante nei secoli successivi, mentre l'ubicazione geografica di questi popoli si sposterà, mano a mano che il confine delle terre conosciute viene ampliato. 
Questo processo di traslazione del confine geografico del mito è simile a quello che interessa gli animali favolosi dei Bestiari, in special modo dopo il XV secolo, quando con le esplorazioni delle Americhe, dell'Africa e in seguito dell'Oceania, diversi animali reali subiscono, fino a che non vengono ben conosciuti e descritti dai naturalisti, un processo di mitizzazione, tanto più elaborato quanto più scarse sono le notizie che li riguardano.